# Leander Deeny
Leander Deeny (New York, 2 dicembre 1980) è uno scrittore statunitense.

## Biografia
Nato da genitori di origine irlandese, oltre che a New York ha vissuto ad Antibes e in Inghilterra (per la precisione a Londra, Swindon e Salisbury). Attualmente vive a Peckham.
Ha frequentato l'Università di Oxford e la London Academy of Music and Dramatic Art, senza però terminare gli studi. Oltre che all'attività di scrittore, Deeny si dedica anche alla recitazione. Ha interpretato il ruolo di "Steve Rogers magro", nel film Captain America - Il primo Vendicatore.

## Film
Steve Rogers prima del siero in Captain America - Il primo Vendicatore (2011)

## Televisione
Merlin - serie tv, 1 episodio (2011), George

## Scritti
- Gli incubi di Hazel (2008)